# 岡野或男
岡野 或男（おかの あるお）は、長野県諏訪市出身の実業家。東洋バルヴ社長・旧ルネ・ラリック美術館の創設者（現在のSUWAガラスの里）・ホテル紅や社長・北澤美術館副理事長。

## 親族
- 父親・北澤國男：東洋バルヴ創業者、勲三等珠宝章。
- 義兄・北澤利男：北澤バルブ創業者、勲三等珠宝章。
- 義弟・中野雅晴：カーレーサー。